# 동고 할라
동고 할라(만주어: ᡩᠣᠩᡤᠣ
ᡥᠠᠯᠠ Donggo Hala, 한국 한자: 董鄂氏 동악씨)는 만주팔대성 중 하나로 동악씨(棟鄂氏), 동액씨(東額氏)라고도 한다.

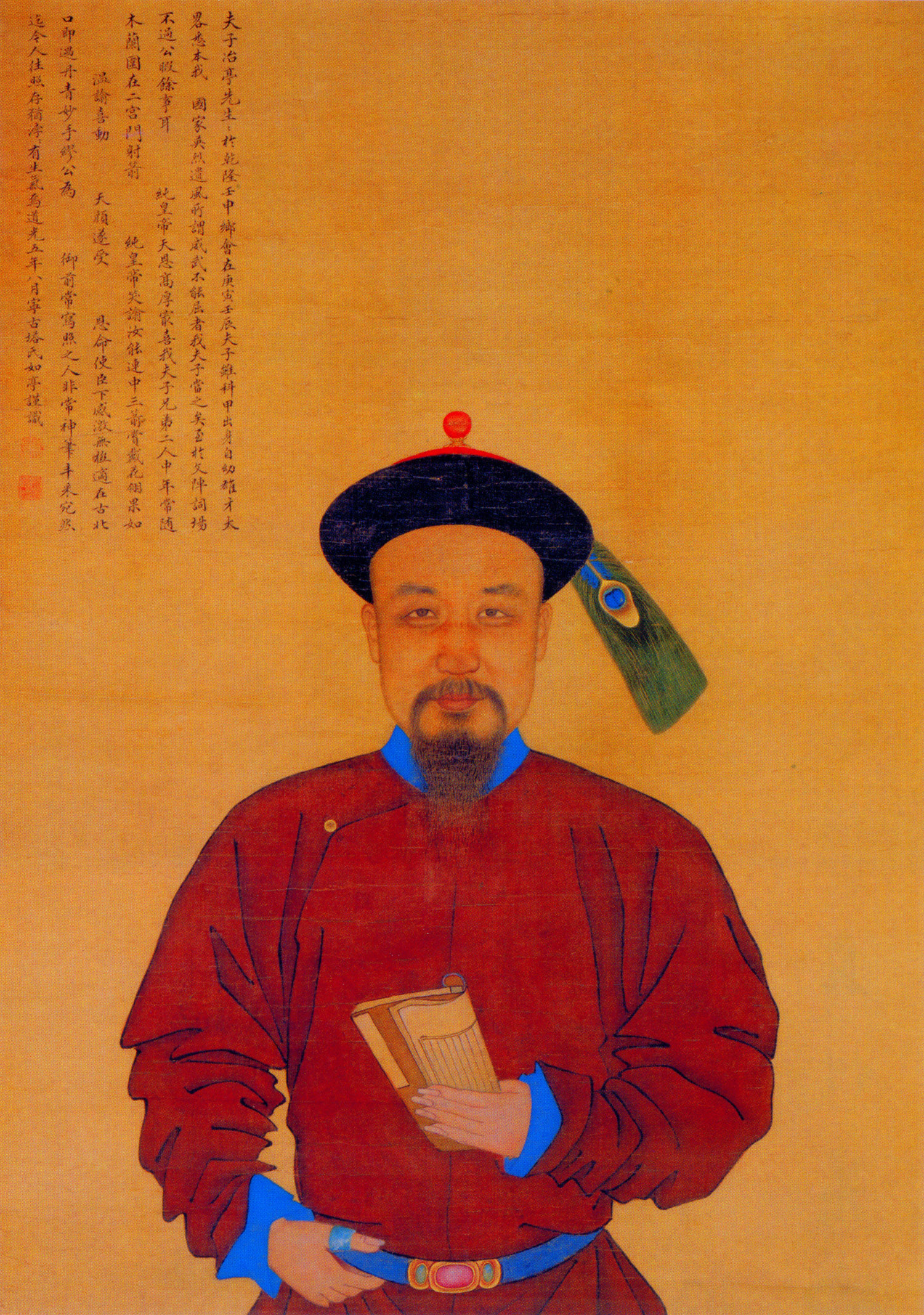
톄보오(1752년~1824년) 자는 야정(冶亭), 호는 매암(梅庵), 만주 정황기인

동오 씨족은 동해여진 와르카부(瓦爾喀部, 만주어: ᠸ‍‍ᠠᡵᠠᠠᠠ
ᠠᡳᠮᠠᠨ  Warka Aiman)의 이르건 교로 씨(民覺羅氏,  만주어: ᡳᡵᡤᡝᠨ 
ᡤᡳᠣᡵᠣ
ᡥᠠᠯᠠ Irgen Gioro Hala)거 동악(董鄂) 지방으로 이주한 데에서 기원했다. 그들에게도 다른 이르건 교로 씨족과 같이 북송의 황성인 조씨(趙氏)의 후예라는 전설을 간직했다.
신해혁명으로 무능하고, 부패가 절정인 봉건전제의 청 제국이 와해되었지만, 진정한 공화정치가 실현되지 못하고 군벌의 통치가 뒤를 이었으며 민족 차별 정책이 수반되었다. 전국 각지의 주방팔기(駐防八旗)들은 예를 들어 서안·남경·항주·형주 등지에서 무고한 만주족 관병을 살해하는 사건이 도처에서 일어났다. 이에 따라 만주족 사람들은 어쩔 수 없이 한족(漢族)의 성씨로 바꾸는 것이 적지 않았다. 만주족이 많은 북경지역에서는 소수의 달관 · 현귀이기 때문에 족속과 성씨를 바꿀 방법이 없는 사람 이외에 일반적으로 만주인들은 족속과 성씨를 바꾸는 숫자가 적지 않았으며, 그렇지 않는다면 입에 풀질하고 살 방도조차 찾을 수도 없을 뿐만 아니라, 이미 가지고 있던 직장이나 일자리도 잃어버릴 수 밖에 없었다. 따라서 중화민국이 건립되자 동오씨는 한성(漢姓) 동(董), 조(趙), 하(何), 당(唐), 악(鄂), 성(成), 석(席), 동(佟), 팽(彭), 제(齊), 홍(紅)씨로 가장했다.

## 주요 출신자
- 동악비